# Maria d'Orleans
|  | Per a altres significats, vegeu «Maria d'Orleans (princesa de Württemberg)». |

Maria d'Orleans (Morgan House, prop de Richmond, Surrey, 13 de gener de 1865 - Copenhaguen, 4 de desembre de 1909) fou princesa de sang de França pertanyent a la casa d'Orleans amb el tractament d'altesa reial. i princesa de Dinamarca per casament.
Era filla del príncep Robert d'Orleans i de la princesa Francesca d'Orleans. Neta per via paterna del rei Lluís Felip I de França i de la princesa Maria Amèlia de Borbó-Dues Sicílies i per via materna del príncep Francesc d'Orleans i de la princesa Francesca d'Orleans-Bragança.
Casada el 22 d'octubre de 1885 al Castell d'Eu a França amb el príncep Valdemar de Dinamarca (fill de Cristià IX), neta del rei Cristià IX de Dinamarca i de la princesa Lluïsa de Hessen-Kassel. La parella s'establí a cavall entre Copenhaguen i la finca rural al camp danès de Bernstorff. Valdemar i Maria tingueren cinc fills:
- SAR el príncep Aage de Dinamarca (Copenhaguen, 1887 - Taza, Marroc, 1940) casat el 1914 a Torí amb la comtessa Mathilda Calvi dei Conti di Bergolo.
- SAR el príncep Axel de Dinamarca (Copenhaguen, 1888 - 1964) casat amb la princesa Margarida de Suècia el 1919 a Estocolm.
- SAR el príncep Eric de Dinamarca (Copenhaguen, 1890 -Copenhaguen, 1950) casat amb Lois Frances Booth a Ottawa el 1921.
- SAR el príncep Viggo de Dinamarca (Copenhaguen, 1893 - 1970) casat amb Eleanor Margaret Green el 1924 a Nova York.
- SAR la princesa Margarida de Dinamarca (1895, Bernstorff - 1992, Brodrehoj) casada amb el príncep René de Borbó-Parma a Copenhaguen el 1921.

El casament entre Maria i Valdemar trencà alguns esquemes en el si de les cases reials protestants. Des del cisma entre el protestantisme i el catolicisme al segle xvi, és realment difícil trobar unions entre prínceps catòlics i prínceps protestants. Moltes d'aquestes unions passaven per renúncies explícites i abjuracions terribles per part d'un dels contraents, aquest és el cas de la princesa Victòria Eugènia de Battenberg en casar-se amb el rei Alfons XIII d'Espanya, o el de la princesa Sofia de Grècia en casar-se amb el rei Joan Carles I d'Espanya. Valdemar i Maria, de diferents religions, aconseguiren casar-se sense que gaires problemes d'índole religiosa afectessin el seu matrimoni.
Maria morí a la capital danesa, Copenhaguen el 1909 a conseqüència de dificultats respiratòries. Malgrat que el matrimoni entre Valdemar i Maria no fou una unió feliç, tant Maria en Valdemar com Valdemar en Maria trobaren un equilibri i una serenitat.